# Noosa-Nationalpark
Der Noosa-Nationalpark (engl.: Noosa National Park) liegt im Südosten des australischen Bundesstaates Queensland 121 Kilometer nördlich von Brisbane und ca. 50 Kilometer südöstlich von Gympie zwischen den Ortschaften Noosa Heads und Coolum Beach.
Der Park ist in vier Sektionen aufgeteilt: Headlands, Peregian, Emu Mountain und East Weyba. Er ist der populärste Nationalpark in Queensland und hat mehr als eine Million Besucher pro Jahr.
Etliche Strände bieten Gelegenheit zu schwimmen. Allerdings sind die Strände nicht überwacht. Am Südende der Alexandria Bay befindet sich ein inoffizieller FKK-Strand. Klettern, Fischen, Surfen und Tauchen sind weitere Sportarten, die im Park ausgeübt werden können. Das Zelten ist nicht gestattet.

## Geschichte
Die ersten Siedler in Noosa Heads reservierten 1879 ein zu schützendes Gebiet. 1939 wurde das Schutzgebiet offiziell zum Nationalpark.
Anfang der 1960er-Jahre formierte sich die Noosa Parks Association zum Schutz des Parks, weil die Entwicklung der Siedlung das Naturschutzgebiet bedrohte. Im Oktober 1999 wurde ein Managementplan für den Park herausgegeben.
2003 fügte man weitere 300 Hektar bei Coolum Beach dem Park hinzu. Am 27. Mai 2008 wurden eine ältere Frau und ihr Ehemann während einer Wanderung durch den Nationalpark angegriffen und schwer verletzt. Der 26-jährige Täter wurde im nachfolgenden Prozess als schuldunfähig befunden.

## Flora
In der Headlands-Sektion gibt es subtropischen Regenwald, in dem Neuguinea-Araukarien und Kauri-Bäume dominieren. Es gibt auch Gebiete mit lichtem Eukalyptuswald, Wallumheideland, Schraubenbäume und Grasland. Die Peregian-Sektion ist für ihre Wildblumen bekannt, die im Frühjahr blühen, besonders die seltene Sumpforchidee (Phaius tancarvilleae) und Blandfordia.

## Fauna
Eine Population von Koalas lebt im Park ebenso wie andere Säugetiere, zum Beispiel Kurznasenbeutler, gewöhnliche Ringbeutler und Kusus. Vögel wie der Erdsittich, der Braunkopf-Rabenkakadu, der Goldbauchschnäpper, der Fuchsfächerschwanz (Rhipidura rufifrons), der Seidenlaubenvogel und der Pennantsittich finden sich in den Wäldern. Die Kaps des Parks sind beliebte Plätze zur Beobachtung der Buckelwale.

## Wanderwege
Eine Uferpromenade führt von der Mündung des Noosa River entlang der Hastings Street und um die Kaps und Strände des Nationalparks zum Sunshine Beach.
Der höchste Punkt im Park ist der Noosa Hill. Ein Wanderweg führt auf den 147 Meter hohen Hügel. Insgesamt gibt es fünf angelegte Wanderwege, wobei der längste acht Kilometer misst. Ein weiterer Weg führt zum Hell’s Gate (dt.: Höllentor), einem Kap im Park. Dieser Weg gilt als der am meisten begangene Wanderweg in Queensland.